# رادس منجيل

شعار مدينة رادس

رادس منجيل هي المنطقة الراقية بمدينة رادس سكن فيها سابقا منصف الطرابلسي نسيب الرئيس السابق زين العابدين بن علي.

## الأنهج
- نهج فرنسا
- نهج المغرب
- نهج باكستان
- نهج الغابون
- نهج خزندار
- نهج سوريا
- نهج الأندلس
- نهج مصر

## المؤسسات التربوية
- للمدرسة الإعدادية عبد الله فرحات/نهج أبي بكر بن يحيي
- المدرسة الابتدائية (المغرب)